# 田川亨介
田川 亨介（たがわ きょうすけ、1999年2月11日 - ）は、長崎県諫早市出身のプロサッカー選手。Jリーグ・鹿島アントラーズ所属。ポジションはフォワード（FW）。元日本代表。

## 来歴

### プロ入り前
小学1年の時に地元の雲仙アルディートに加入しサッカーを始める。中学進学後も同チームでプレーし、高校のサッカー強豪校からのスカウトもあった。アルディートの監督から「プロを目指すのであればJチームの下部組織がいい」と助言を受け、高校進学時に長崎県内の強豪校ではなく隣県のサガン鳥栖下部組織に加入した。2016年に2種登録選手として登録された。2種登録選手としての公式戦出場はなかったが、2017年からサガン鳥栖トップチームに昇格。

### サガン鳥栖
2017年よりサガン鳥栖に入団。3月5日、第2節の川崎フロンターレ戦で後半途中から投入されてプロデビューを果たした。4月8日、第6節のアルビレックス新潟戦ではJリーグ初得点を決めた。9月23日、第27節の浦和レッズ戦ではプロ入り初の1試合2得点を決めた。
2年目の2018年は、2月23日の開幕戦・ヴィッセル神戸戦で前半3分に自ら得たペナルティキックを決め、当シーズンのリーグ第1号となる得点を記録した。12月4日、シーズン終了後にはベストヤングプレーヤー賞の候補者にノミネートされた。

### FC東京
2019年よりFC東京に移籍。9月8日、ルヴァンカップ・準々決勝第2戦のガンバ大阪戦で移籍後初ゴールを決めた。11月30日、第33節の浦和レッズ戦でリーグ戦初ゴールを決めた。2021年3月21日、第6節のベガルタ仙台戦では2試合連続ゴールを決めて勝利に貢献した。

### CDサンタ・クララ
2022年1月18日、プリメイラ・リーガ（ポルトガル1部）に所属するCDサンタ・クララへ期限付き移籍することが発表された。同年2月1日、プリメイラ・リーガ第20節ボアヴィスタFCで途中出場しデビューを飾ると、デビュー戦で移籍後初ゴールを決めた。

### FC東京復帰
2023年7月11日、FC東京への復帰が発表された。

### ハート・オブ・ミドロシアンFC
2023年7月28日、スコットランドのハート・オブ・ミドロシアンFCへ完全移籍することが発表された。

### 鹿島アントラーズ
2024年8月9日、鹿島アントラーズへ完全移籍することが発表された。

### 日本代表
2017年5月、FIFA U-20ワールドカップに挑むU-20日本代表に飛び級で選出された。10月、AFC U-19選手権の予選に挑むU-18日本代表に選出。11月8日、第3戦のタイ戦では2得点を決めて予選突破に貢献した。
2019年12月にはEAFF E-1サッカー選手権2019に出場する日本代表に初選出され、12月10日の中国戦で代表初出場し、12月14日の香港戦で代表初得点を決めた。
東京オリンピック世代のU-24日本代表の候補として名を連ねていたが最終的に本大会のメンバー入りを逃している。

## プレースタイル
50mを6.0秒で走るスピードとセットプレーの強さを持っている。

## エピソード・人物
2025年、シーズン前にDAZNで配信される「やべっちスタジアム」で安西幸輝が脚本・演出をしたMOMOTARO2で村長役を熱演し、愛称で「村長」と呼ばれるようになった。

## 所属クラブ
- アルディートFC
- 雲仙アルディートFC（諫早市立高来中学校[23]）
- サガン鳥栖U-18（佐賀県立高志館高等学校[24]）
  - 2016年 サガン鳥栖（2種登録選手）
- 2017年 - 2018年  サガン鳥栖
- 2019年 - 2023年7月  FC東京
  - 2022年 - 2023年7月  CDサンタ・クララ（期限付き移籍）
- 2023年 - 2024年8月 ハート・オブ・ミドロシアンFC
- 2024年8月 -  鹿島アントラーズ

## 個人成績
| 国内大会個人成績 | 国内大会個人成績 | 国内大会個人成績 | 国内大会個人成績 | 国内大会個人成績 | 国内大会個人成績 | 国内大会個人成績 | 国内大会個人成績 | 国内大会個人成績 | 国内大会個人成績 | 国内大会個人成績 | 国内大会個人成績 |
| 年度             | クラブ           | 背番号           | リーグ           | リーグ戦         | リーグ戦         | リーグ杯         | リーグ杯         | オープン杯       | オープン杯       | 期間通算         | 期間通算         |
| 年度             | クラブ           | 背番号           | リーグ           | 出場             | 得点             | 出場             | 得点             | 出場             | 得点             | 出場             | 得点             |
| 日本             | 日本             | 日本             | 日本             | リーグ戦         | リーグ戦         | リーグ杯         | リーグ杯         | 天皇杯           | 天皇杯           | 期間通算         | 期間通算         |
| ---------------- | ---------------- | ---------------- | ---------------- | ---------------- | ---------------- | ---------------- | ---------------- | ---------------- | ---------------- | ---------------- | ---------------- |
| 2017             | 鳥栖             | 27               | J1               | 24               | 4                | 4                | 0                | 2                | 2                | 30               | 6                |
| 2018             | 鳥栖             | 27               | J1               | 23               | 2                | 4                | 0                | 2                | 0                | 29               | 2                |
| 2019             | FC東京           | 27               | J1               | 11               | 1                | 5                | 1                | 1                | 0                | 17               | 2                |
| 2020             | FC東京           | 27               | J1               | 21               | 2                | 0                | 0                | -                | -                | 21               | 2                |
| 2021             | FC東京           | 27               | J1               | 30               | 5                | 7                | 1                | 0                | 0                | 37               | 6                |
| ポルトガル       | ポルトガル       | ポルトガル       | ポルトガル       | リーグ戦         | リーグ戦         | リーグ杯         | リーグ杯         | ポルトガル杯     | ポルトガル杯     | 期間通算         | 期間通算         |
| 2021-22          | サンタ・クララ   | 27               | プリメイラ       | 12               | 5                | -                | -                | -                | -                | 12               | 5                |
| 2022-23          | サンタ・クララ   | 9                | プリメイラ       | 27               | 2                | 2                | 0                | 1                | 0                | 30               | 2                |
| スコットランド   | スコットランド   | スコットランド   | スコットランド   | リーグ戦         | リーグ戦         | S・リーグ杯      | S・リーグ杯      | スコティッシュ杯 | スコティッシュ杯 | 期間通算         | 期間通算         |
| 2023-24          | ハーツ           | 30               | S・プレミア      | 14               | 2                | 1                | 1                | 3                | 0                | 18               | 3                |
| 日本             | 日本             | 日本             | 日本             | リーグ戦         | リーグ戦         | リーグ杯         | リーグ杯         | 天皇杯           | 天皇杯           | 期間通算         | 期間通算         |
| 2024             | 鹿島             | 11               | J1               | 3                | 0                | -                | -                | 1                | 0                | 4                | 0                |
| 通算             | 日本             | 日本             | J1               | 112              | 14               | 20               | 2                | 6                | 2                | 138              | 18               |
| 通算             | ポルトガル       | ポルトガル       | プリメイラ       | 39               | 7                | 2                | 0                | 1                | 0                | 42               | 7                |
| 通算             | スコットランド   | スコットランド   | S・プレミア      | 14               | 2                | 1                | 1                | 3                | 0                | 18               | 3                |
| 総通算           | 総通算           | 総通算           | 総通算           | 165              | 23               | 23               | 3                | 10               | 2                | 198              | 28               |

- 2016年は2種登録選手

| 2019   | F東23  | 27     | J3     | 6 | 2 | 6 | 2 |
| 通算   | 日本   | 日本   | J3     | 6 | 2 | 6 | 2 |
| 総通算 | 総通算 | 総通算 | 総通算 | 6 | 2 | 6 | 2 |

| 国際大会個人成績 | 国際大会個人成績 | 国際大会個人成績 | 国際大会個人成績 | 国際大会個人成績 |
| 年度             | クラブ           | 背番号           | 出場             | 得点             |
| AFC              | AFC              | AFC              | ACL              | ACL              |
| ---------------- | ---------------- | ---------------- | ---------------- | ---------------- |
| 2020             | FC東京           | 27               | 4                | 0                |
| 通算             | AFC              | AFC              | 4                | 0                |

## 代表歴

### 出場大会
- U-17日本代表
  - サニックス杯国際ユースサッカー大会（2015年、2016年）
  - 国際ユースサッカーin新潟（2016年）
- U-18日本代表
  - SBSカップ 国際ユースサッカー（2016年）
  - コパ・デル・アトランティコ（2017年）
  - AFC U-19選手権2018・予選（2017年）
- U-19日本代表
  - ロシア遠征（2018年）
  - メキシコ遠征（2018年）
  - AFC U-19選手権（2018年）
  - ブラジル遠征（2018年）
- U-20日本代表
  - FIFA U-20ワールドカップ（2017年）
  - AFC U-23選手権2018 (予選)（2017年）
  - FIFA U-20ワールドカップ（2019年）
- U-21日本代表
  - AFC U-23選手権（2018年）
  - トゥーロン国際大会（2018年）
- U-22日本代表
  - AFC U-23選手権2020 (予選)（2019年）
- U-23日本代表
  - AFC U-23選手権（2020年）
- U-24日本代表
  - SAISON CARD CUP 2021（2021年）
- 日本代表
  - EAFF E-1サッカー選手権2019（2019年）

### 試合数
- 国際Aマッチ 2試合 1得点（2019年）

| 日本代表 | 国際Aマッチ | 国際Aマッチ |
| 年       | 出場        | 得点        |
| -------- | ----------- | ----------- |
| 2019     | 2           | 1           |
| 通算     | 2           | 1           |

### 出場
| No. | 開催日         | 開催都市 | スタジアム         | 対戦国 | 結果 | 監督   | 大会                       |
| --- | -------------- | -------- | ------------------ | ------ | ---- | ------ | -------------------------- |
| 1.  | 2019年12月10日 | 釜山     | 釜山九徳スタジアム | 中国   | ○2-1 | 森保一 | EAFF E-1サッカー選手権2019 |
| 2.  | 2019年12月14日 | 釜山     | 釜山九徳スタジアム | 香港   | ○5-0 | 森保一 | EAFF E-1サッカー選手権2019 |

### ゴール
| #  | 開催年月日     | 開催地     | 対戦国 | 勝敗 | 試合概要                   |
| -- | -------------- | ---------- | ------ | ---- | -------------------------- |
| 1. | 2019年12月14日 | 韓国、釜山 | 香港   | ○5-0 | EAFF E-1サッカー選手権2019 |